# Невена Аџемовић
Невена Аџемовић (Београд, 4. децембар 1982) српски је модел, певачица и бивша политичарка. Била је посланик у Народној скупштини Републике Србије од 2012. до 2014. године, као члан странке Нова Србија.

## Биографија
Рођена је 4. децембра 1982. у Београду, тада делу Социјалистичке Републике Србије у Социјалистичкој Федеративној Републици Југославији. Постала је јавна личност у Србији као део групе Моделс.

### Парламентарац
Странка Нова Србија такмичила се на парламентарним изборима 2012. године у оквиру савеза Покренимо Србију, под водством Томислава Николића. Аџемовић је добила седамдесет и пету позицију на изборној листи савеза и, пошто је листа освојила седамдесет и три мандата, у почетку није изабрана у скупштину. Након што је лидер Нове Србије Велимир Илић поднео оставку из парламента и заузео место у влади, она је, међутим, успела да заузме његово упражњено место. Њен мандат у скупштини започео је 30. јула 2012. Наредне две године била је парламентарни подржавалац коалиционе владе Ивице Дачића, чији је члан била и Нова Србија.
Српски медији приметили су да су неки парламентарци имали резерве у погледу Аџемовићевих квалификација за скупштину, делом и због њене претходне каријере као модела. Подршку је добила од Илића, који је подржао њено образовање за економисту.
Након избора у парламенту, Аџемовић је наговестила да се придружила београдском фонду за политичку изузетност који води Соња Лихт. Она је идентификовала права детета и родну равноправност као своје примарне области интересовања. Аџемовић је била члан српских парламентарних група пријатељства за Аустралију, Француску, Мексико, Мароко и Турску. Отпуштена је са изборне листе Нове Србије почетком 2014. године и накнадно је најавила одлазак из политике.